# Kongiganak
Kongiganak é uma Região censo-designada localizada no estado americano de Alasca, no Condado de Berrien.

## Demografia
Segundo o censo americano de 2000, a sua população era de 359 habitantes.

## Geografia
De acordo com o United States Census Bureau, a localidade tem uma área de 4,8 km², dos quais 4,4 km² cobertos por terra e 0,4 km² cobertos por água.

## Localidades na vizinhança
O diagrama seguinte representa as localidades num raio de 72 km ao redor de Kongiganak.